# Montes Mithrim
Los Montes Mithrim /'mITrᵻm_'mQntiːz/ son una cadena de montañas en Titán, la luna más grande del planeta Saturno. La cordillera se encuentra cerca del ecuador de Titán, entre 1-3° sur y 126-8° oeste y consta de tres crestas paralelas que están orientadas de este a oeste, espaciadas unos 25 km de distancia. Están ubicados dentro de la región Xanadú. El pico más alto es de unos 3337 m (10 948,2 pies) de alto y está ubicado en el extremo sur de las crestas; es el pico más alto conocido en Titán.
Los Montes Mithrim llevan el nombre de las Montañas Mithrim, una cordillera en el mundo ficticio de la Tierra Media de JRR Tolkien. Esto sigue una convención de que las montañas titanianas llevan el nombre de montañas en el trabajo de Tolkien. El nombre fue anunciado formalmente el 13 de noviembre de 2012.